# Hedda Korsch
Hedda Korsch (geboren als Hedwig Francisca Luisa Gagliardi; * 20. August 1890 in Schöneberg, Landkreis Teltow, Preußen; † 11. Juli 1982 in Fort Lee, Bergen County, New Jersey, Vereinigte Staaten) war eine deutsche Pädagogin und Hochschullehrerin.

## Familie
Sie war die älteste Tochter des römisch-katholischen Journalisten und Übersetzers Ernesto Francesco Antonio Gagliardi (* 14. April 1854; † 9. Juli 1933) und der Marie Pauline Adelheid Gagliardi (* 3. April 1858; † 10. August 1928), geborene Dohm, genannt „Miz“ oder „Mieze“, später „Maria“ Ihre jüngere Schwester war Luigia Gagliardi (25. September 1892–1974), genannt „Lieschen“. Ihre Großmutter mütterlicherseits war die Schriftstellerin und Frauenrechtlerin Hedwig Dohm, zu deren Enkelinnen auch Katia Mann zählte. Ihre Tante war Hedwig Pringsheim.
Im August 1913 heiratete Hedda Gagliardi den Marxisten Karl Korsch, den sie in Jena kennengelernt hatte. Aus der Ehe gingen zwei Töchter hervor, Sibylle (1915–1996), genannt „Billchen“, und Barbara Maria (* 30. März 1921; † 26. März 2017 in Santa Monica, Kalifornien, USA). Sibylle floh von Deutschland nach Großbritannien und emigrierte von dort als Hausgehilfin von Kurt Lewin in die USA. Als Kinderpsychologin war sie später am Albert Einstein College of Medicine tätig und trug nach Heirat den Familiennamen Escalona.

## Schule und Studium
Hedda Gagliardi legte ihre Reifeprüfung am Auguste-Viktoria-Realgymnasium (Lyzeum und Studienanstalt) der Stadt Charlottenburg ab. Danach studierte sie an der Friedrich-Wilhelms-Universität in Berlin und an der Alma Mater Jenensis in Jena. In einer Studentengruppierung traf sie u. a. auf Kurt Tsadek Lewin. Am 16. September 1916 promovierte sie in Berlin über Geoffrey Chaucer zum Thema Chaucer als Kritiker.

## Berufliche Entwicklung

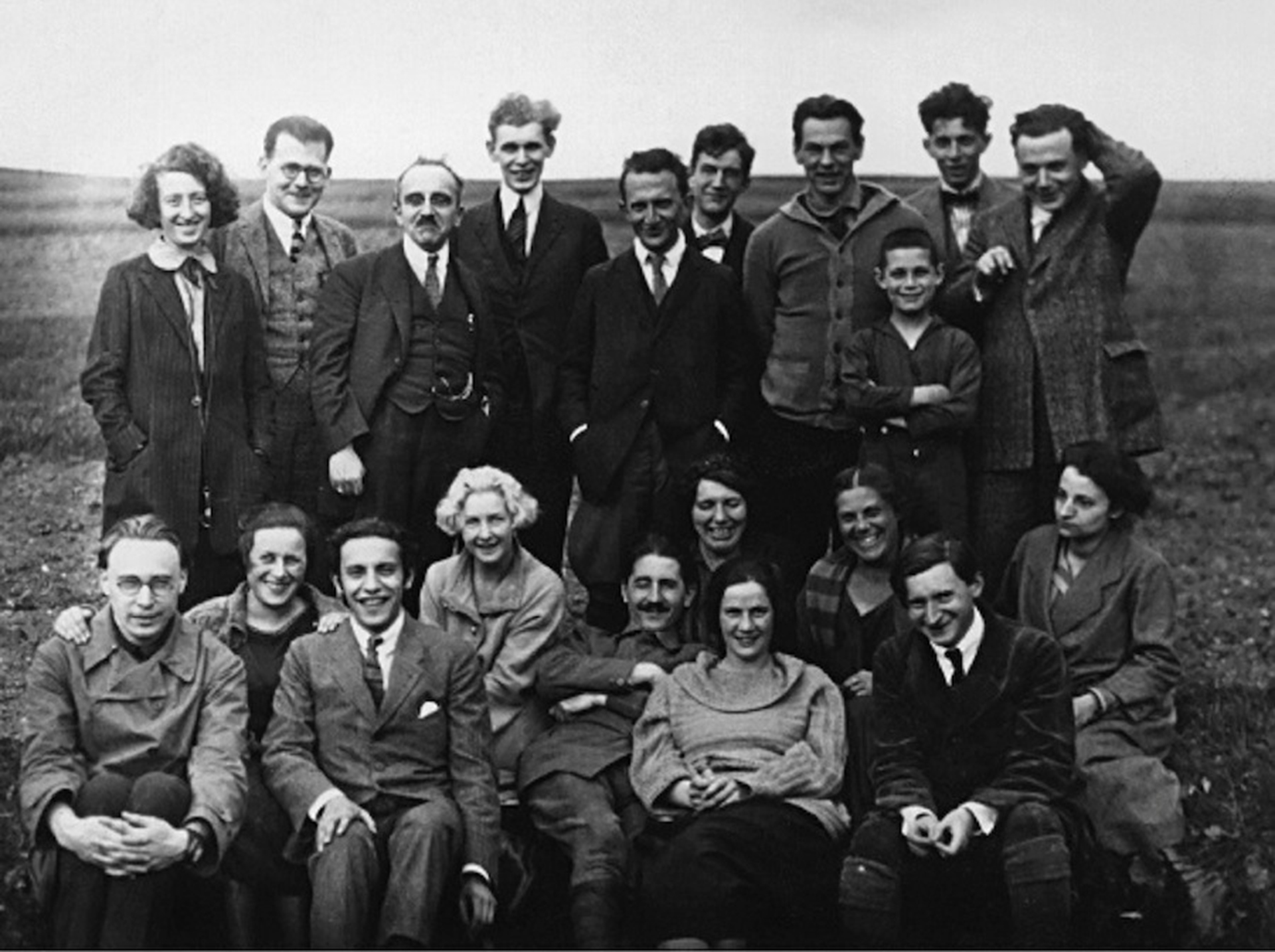
Marxistische Arbeitswoche 1923 – sitzend v. li. n. re.: Karl August Wittfogel, Rose Wittfogel (1889–), unbekannt, Christiane Sorge, Karl Korsch, Hedda Korsch, Käthe Weil, Margarete Lissauer (1876–1932), Béla Fogarasi, Gertrud Alexander – stehend v. li. n. re.: Hede Massing, Friedrich Pollock, Eduard Ludwig Alexander, Konstantin Zetkin, Georg Lukács, Julian Gumperz, Richard Sorge, Karl Alexander (Kind), Felix Weil, unbekannt

Zwischen 1916 und 1921 arbeitete sie als Lehrerin für Deutsch und Englisch unter Schulleiter Martin Luserke an der von Gustav Wyneken gegründeten reformpädagogischen Freien Schulgemeinde Wickersdorf bei Saalfeld im Thüringer Wald, mit einer Unterbrechung von Oktober 1919 bis Oktober 1920, während der sie politisch für die USPD aktiv war, in der sie Mitglied wurde. In Wickersdorf leitete sie eine der Kameradschaften, die jeweils aus etwa zehn Schülern und einem Lehrer bestanden. An der von dem ehemaligen Wickersdorfer Stipendiaten Ernst Putz und dem Reformpädagogen Max Bondy gegründeten Freien Schul- und Werkgemeinschaft Sinntalhof bei Brückenau war sie danach von Mai 1922 bis März 1923 als Lehrerin für Englisch und Französisch tätig, bevor sie dort durch ihre Kollegin Gertrud Kraker (* 9. August 1888 in Rheingönheim) ersetzt wurde, die danach auch an Luserkes Schule am Meer auf Juist unterrichtete.
1923 nahm sie zusammen mit ihrem Ehemann an der Marxistischen Arbeitswoche teil. 1924 arbeitete sie in der sowjetischen Handelsmission in Berlins Lietzenburger Straße, wurde dort jedoch wegen ihrer ehelichen Verbindung mit Karl Korsch entlassen. An der von Fritz Karsen gegründeten Karl-Marx-Schule in Berlin-Neukölln war sie von 1926 bis 1933 als Lehrerin tätig, bis sie nach der Machtabtretung an die Nationalsozialisten entlassen wurde, weil Zweifel an ihrer politischen Zuverlässigkeit bestanden. Ihren Beruf durfte sie in Deutschland daher nicht mehr ausüben.

## Emigration
Im Herbst 1933 emigrierte sie mit ihrem Ehemann zunächst nach Dänemark, dann nach Schweden und über Großbritannien 1936 mit Tochter Barbara Maria in die USA.
In Schweden unterrichtete sie an der Viggbyholmsskolan bei Täby nahe Stockholm, einem Reform-Landschulheim der Quäker, an dem u. a. der Schüler Wolfgang Leonhard Zuflucht gefunden hatte. In den Vereinigten Staaten war sie dann am Wheaton College in Norton, Massachusetts, als Professorin und Ordinarius des Instituts für Deutsche Studien tätig. 1940 lebte sie in Nortons Main Street.
Ab 1944 war Hedda Korsch Mitautorin eines Projekts deutscher Emigranten in den Vereinigten Staaten, die für die Nachkriegszeit in Kooperation mit dem Bermann Fischer Verlag Schulbücher für Deutschlands Schulen und die Erwachsenenbildung entwickeln wollten. Initiator dieses Projekts war Fritz Karsen, der zu dieser Zeit am City College of New York lehrte. Hedda Korsch war an den Deutsch-Schulbüchern bzw. Lesebüchern beteiligt, zusammen mit Susanne Engelmann, Herbert Liedke, Joachim Maass und Detlev S. Schumann.
Hedda Korsch sammelte die Schriften ihres Ehemannes, erschloss sie bibliographisch und schloss 1963 mit Giangiacomo Feltrinelli in Mailand einen Generalvertrag mit einer Option auf alle Werke,
zunächst jedoch begrenzt auf die Absicht, innerhalb von 30 Monaten eine Auswahl der wichtigsten Schriften, u. a. Marxismus und Philosophie in deutscher, französischer und italienischer Sprache zu veröffentlichen.

## Schriften
- Chaucer als Kritiker, Phil. Diss. 1916, Friedrich-Wilhelms-Universität Berlin, Mayer & Müller, Berlin 1916.
- als Übersetzerin: Bernard Shaw: Der Sozialismus und die geistig Begabten – Eine Erwiderung an Herrn Mallock. (= Reihe Praktischer Sozialismus). Freies Deutschland Verlagsgesellschaft, Hannover 1919.
- Memories of Karl Korsch, in: New Left Review 76 (November/Dezember 1972), S. 34 ff.[25]
- Hedwig Dohm – Hedda Korsch. Erinnerungen. Ala 1980, ISBN 3-85509-013-0.